# Nadleśnictwo

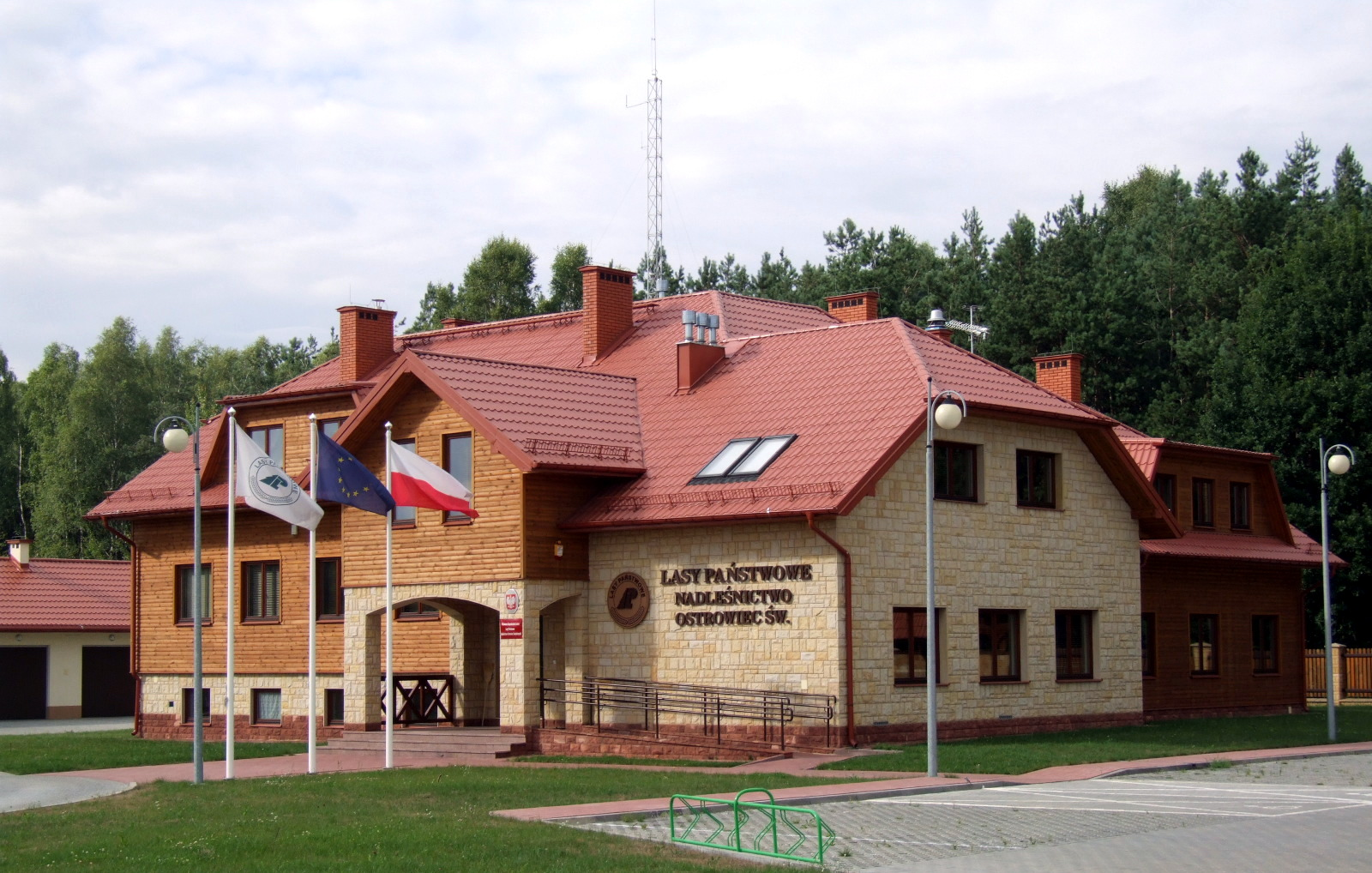
Siedziba Nadleśnictwa Ostrowiec Świętokrzyski w Sudole

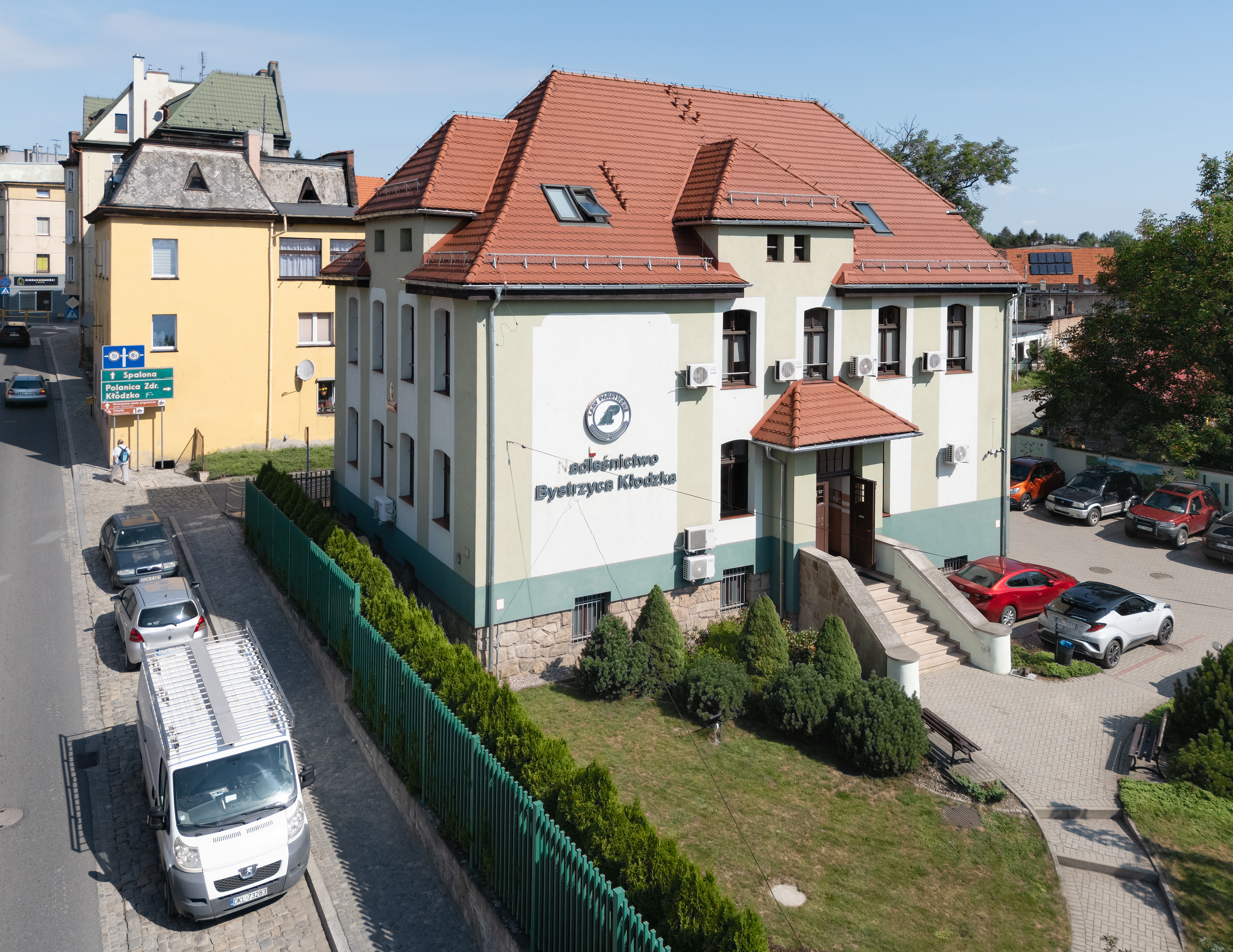
Nadleśnictwo Bystrzyca Kłodzka

Nadleśnictwo – podstawowa jednostka gospodarcza i organizacyjna w strukturze Lasów Państwowych. 
Zadaniem nadleśnictwa jest prowadzenie gospodarstwa leśnego w zakresie hodowli, ochrony lasu, ochrony przeciwpożarowej, pozyskania drewna, a także melioracji gruntów leśnych i nieleśnych, budowy dróg leśnych i budowli związanych z gospodarstwem leśnym.
Na czele nadleśnictwa stoi nadleśniczy kierujący całokształtem działalności nadleśnictwa. Nadleśniczy wykonuje swoje obowiązki z pomocą zastępcy nadleśniczego i inżyniera nadzoru. W skład nadleśnictwa wchodzą: biuro nadleśnictwa i leśnictwa oraz leśnictwa specjalistyczne (szkółkarskie, łowieckie).
Nadleśnictwo podzielone jest na 1–4 obrębów, a obręby dzielą się na kilka lub kilkanaście leśnictw – mniejszych jednostek organizacyjnych. W Polsce aktualnie (2019 rok) jest 430 nadleśnictw. Każde z nich gospodaruje na obszarze od kilku tysięcy do ponad 30 tysięcy ha lasów.